# 白中探険部
『白中探険部』（しらちゅうたんけんぶ）は、2003年8月28日にタイトーから発売されたPlayStation 2専用アドベンチャーゲームである。

## 概要
「体感アドベンチャー第一弾」と銘打って発売された。ただし、2004年7月29日にBEST版が発売された際、その文字は削除されている。また、これ以降同社から「体感アドベンチャー」を銘打った作品は出ていない。
また、デジタルエンターテインメントペーパー「游遊」（およびWEB游遊）2003年5月号～9月号に、マリアの視点から進める物語「白中探険部 Maria's Side」（作：藤岬よう）が掲載されていた。
ちなみにパッケージや作中に登場する「STB」とは、Siragahamatyuugaku Tanken Bu（白ヶ浜中学探険部）からきている。

## あらすじ
8月のある日、東京に住む大学生・藤枝隆弘の元に1枚のハガキが届く。そこには自分の文字で、「あの場所に集まれ」「STB」｢814」という謎の文字と数字、そして絵が描かれていた。しかし、そのハガキを書いた記憶はない。隆弘は中学時代の仲間達と共に、失われた記憶を求め、8年ぶりに訪れた故郷「白ヶ浜」を探険する。
そして、「STB」にはもう1人メンバーが居た事、その少女が行方不明になった事実を掴む。

## 特徴
主人公を含め、全キャラクターがフルボイスである。また、温かみのあるキャラクターの立ち絵グラフィックやムービー、一枚絵が随所に多数配置されている。子供時代の思い出や大冒険、部活動や友情、初恋、そして神隠しというノスタルジックな内容であるが、少年・少女時代の「懐かしさ」を前面にした作品である。
エンディングが複数存在し、唐突に始まる突拍子もないバッドエンディングが多数用意されている。中にはスタートして1分も経たないうちにバッドエンドを迎えてしまう場合もある。また、謎を解明出来ないものの、トゥルーエンドを迎えてしまう場合もある。

## キャラクター
藤枝隆弘（ふじえだたかひろ）あだ名は「タカヒロ」
声：浪川大輔
東京に住む大学生で、本作の主人公。謎のハガキが届いた事が切っ掛けで、中学時代をすごした白ヶ浜へ帰る事にする。
君島由佳（きみしまゆか）あだ名は「ユカ」
声：坂本真綾
当時、白ヶ浜に都会から引っ越してきた少女。八年前に行方不明になる。
与謝野信介（よさののぶすけ）あだ名は「スケやん」
声：藤原堅一
隆弘と同じ大学の2年生で、バイト先も同じ。
沢地彩佳（さわちあやか）あだ名は「アヤカ」
声：たかはし智秋
タカヒロ・スケやんと同じバイト仲間。東京生まれの東京育ちで、今回初めて白ヶ浜を訪れる。
結城真理亜（ゆうきまりあ）あだ名は「マリア」
声：橘川佳代子
大阪の専門学校で看護師を目指す専門学校生。「STB」の当時の部長だった。
福良真（ふくらしん）あだ名は「しんちゃん」
声：下和田裕貴
大阪でシステム工学を学ぶ大学生。マリアに気があるが、相手にされていない。
益屋譲二（ますやじょうじ）あだ名は「ジョージ」
声：竹若拓磨
希の兄。 ブラジルへサッカー留学中にハガキが届いた為、日本に戻ってきた。
益屋希（ますやのぞみ）あだ名は「ノゾミちゃん」
声：笹本優子
ジョージの妹で高校生。当時から引っ込み思案な性格であるが、絵を描くのが好き。
賀茂理奈（かもりな）あだ名は「ごりょんさん（御寮人さん）」
声：石川悦子
白ヶ浜神社の巫女をしている。タカヒロ達の姉的存在。
佐伯祐一（さえきゆういち）あだ名は「マスター」
声：浜田賢二
白ヶ浜のコーヒーカフェ「BERRACUDA」の経営者。
宮司（本名の明記なし）
声：熊倉一雄
ごりょんさんの父で、白ヶ浜神社の官司。
炭焼きのオジジ（本名の明記なし）
声：納谷悟朗
紀州犬のシャチと共に炭焼きをしている。

## スタッフ
- ゲーム制作：株式会社ネクステック
- 主題歌『キミドリ』作詞：坂本真綾／作・編曲：菅野よう子／唄：坂本真綾
- アニメーション制作：J.C.STAFF
- 音響制作・台詞録音・DVXサウンド制作：株式会社トータルプランニングオフィス
- DVXサウンド：株式会社ダイマジック
- DVXサウンド録音スタジオ：株式会社モリゴ（モリゴスタジオ）
- DVXスーパーバイザー：浜田晴夫
- 録音スタジオ：株式会社スタジオ・エコー